# 9 de Julio (tango)
 9 de julio  es un tango que fue estrenado en  1916, cuya música fue compuesta por el tucumano José Luis Padula y su título hace referencia a la Declaración de la Independencia de las Provincias Unidas del Río de la Plata formulada en ese día de 1816. Padula afirmaba que era su primer tango y lo había compuesto en 1908 cuando tenía 15 años, en tanto algunos autores dicen que fue escrito en 1916 o bien que era anterior y Padula lo estuvo ejecutando con otro título pero que al publicarlo por primera vez en 1916 le puso otro nombre para aprovechar que se celebraba el centenario de la declaración de la independencia formulada en su provincia natal. Posteriormente se le adosaron varias letras, incluso algunas sin vinculación  con esa fecha, de las cuales la más conocida pertenece a Lito Bayardo.

## El compositor
José Luis Padula ( Tucumán 30 de octubre de 1893 – Buenos Aires,  12 de junio de 1945 ) fue un guitarrista, pianista, compositor y director de orquesta dedicado al género del tango.

## Fecha de composición
Padula afirmaba que lo había compuesto en 1908 cuando tenía 15 años; en la Antología del Tango Rioplatense del Instituto Nacional de Musicología Carlos Vega se sostiene que fue hecho el mismo año de su primera publicación, esto es 1916 y Oscar Del Priore e Irene Amuchástegui proponen una hipótesis intermedia  conforme la cual la obra era anterior a 1916 y Padula lo estuvo ejecutando con otro título pero que al publicarlo ese año por primera vez le puso el nombre definitivo para aprovechar que se celebraba el centenario de la declaración de la independencia formulada en su provincia natal. Walter Ércoli dice que registró ese tango en Rosario en 1910, haciéndolo nuevamente en Buenos Aires en 1921. Por su parte Néstor Pinsón dice que fue editado en Rosario en 1918 como tango-milonga, sin letra.
La primera edición en papel fue hecha por el editor Primitivo Sosa, de Rosario mediando un convenio con Padula, pero antes de su vencimiento el autor también autorizó a publicarlo a  Alfredo Perrotti; esto derivó en un pleito que finalizó en 1929 con un acuerdo en el cual este último se quedó con los derechos. Paralelamente la editorial Salabert, de París, empezó a publicar el tango, al parecer con autorización de Padula, provocando el reclamo de Perrotti, cuyos derechos abarcaban también el exterior del país, pero no consiguió que la Sociedad Francesa de Autores, Compositores y Editores se los reconociera.

## Las letras
El tango tiene letras provenientes de tres poetas, uno de los cuales hizo dos versiones. La primera la escribió Ricardo M. Llanes, posteriormente académico de número de la Academia Porteña del Lunfardo, al parecer solo para tocar entre sus amigos, pero no recordaba con precisión la fecha en que lo hizo, que suponía 1919, si bien Carlos Marambio Catán aseguraba que había cantado esos versos en Asunción, Paraguay, en 1916. Esta letra, cuyos primeros versos decían De un conventillo mugriento y fulero / con un canfinflero / te espiantaste vos, fue repudiada años después en 1975 por su autor calificándola de detestable.
Eugenio Cárdenas fue quien escribió la segunda letra conocida que fue grabada íntegra en 1964 por Alberto Marino con la orquesta de Osvaldo Tarantino; anteriormente el estribillo, cantado por Teófilo Ibáñez había sido incluido en la versión grabada en 1931 por la Orquesta Típica Brunswick. Es la única que alude a la fecha patria y hay dos versiones hechas por Cárdenas. La primera comienza:

Mientras los clarines tocan diana
y el vibrar de las campanas
repercute en los confines,
mil recuerdos en los pechos

La segunda conservaba el estribillo de la anterior:

Brota, majestuoso, el Himno
de todo labio argentino.
Y las almas tremulantes de emoción,
a la Patria sólo saben bendecir
mientras los ecos repiten la canción.br>
La tercera letra fue realizada por Lito Bayardo en 1931 a pedido de Agustín Magaldi a quien no le parecía atrayente la que había elaborado Cárdenas. Enseguida la grabó Magaldi, poco después lo hizo la Orquesta Típica Columbia cantando el estribillo Ernesto Famá y bastante tiempo después lo hizo Alberto Margal. Sus primeros versos son:
Sin un solo adiós 
 dejé mi hogar cuando partí
porque jamás quise sentir 
 un sollozo por mí.
En ocasión del segundo centenario de la declaración de la independencia, 2016, el músico tucumano Luis Diez grabó 9 de Julio , con la letra de Eugenio Cárdenas acompañado por las guitarras de Carlos Delpino y Carlos Hugo Pérez.
En 1961 los sucesores de Padula iniciaron juicio para excluir los versos agregados por Bayardo y por Cárdenas, que finalizó con un acuerdo por el cual deben figurar las dos letras juntas en la partitura compartiendo la autoría de la obra.

## Versiones instrumentales
La primera grabación fue de la orquesta de Roberto Firpo en 1916 y en ella incluyó los gritos de alegría por la independencia lograda; le siguieron registros de los guitarristas de Gardel, José Ricardo, Guillermo Barbieri y José María Aguilar, en 1928 en París, Francisco Canaro, Luis Petrucelli, Osvaldo Pugliese, Héctor Stampone, Horacio Salgán, Armando Pontier, Florindo Sassone, Juan Cambareri, Ariel Pedernera, Los Tubatango y Ernesto Baffa.
Juan D’Arienzo había grabado su primera versión el 31 de diciembre de 1935, cuando todavía no estaba totalmente definido el estilo de su orquesta. En 1936 actuaba en el cabaré Chantecler donde una noche llegó después de sus músicos que, como era costumbre, tocaban sin su director durante las primeras horas mientras las alternadoras del cabaré esperaban a los primeros clientes. Durante una de esas preliminares los músicos interpretaron 9 de Julio pero esta vez al pianista Rodolfo Biagi se le ocurrió agregarle toques, adornos y efectos varios aquí y allá, quizás para animar el ambiente en ese salón semidesierto, provocando al final una ovación de las mujeres del cabaré. Un rato después, ya con D’Arienzo en la batuta las mujeres reclamaron 9 de Julio  y el director accedió pero Biagi ejecutó en la forma corriente sin las improvisaciones que agregara más temprano; tuvo que interrumpir la ejecución por los reclamos de quienes pedían que fuera tocado del mismo modo que un rato antes y ante el interrogante de D’Arienzo, Biagi debió repetir la versión con sus adornos y efectosque, a partir de ese episodio, constituyeron el rasgo fundamental de la personalidad interpretativa de la orquesta de D’Arienzo y uno de los elementos de su enorme aceptación popular.